# Franciscus Karel van Velbrück

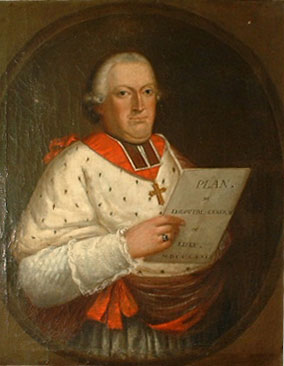
Franciscus Karel van Velbrück

Franciscus Karel Rijksgraaf van Velbrück (Duits: Franz Karl Reiksgraf von Velbrück, Slot Garath, Düsseldorf, 11 juni 1719 — Kasteel van Heks, 30 april 1784) was van 14 maart 1772 tot 30 april 1784 prins-bisschop van Luik. Hij is het best gekend onder de Franse versie van zijn naam: François-Charles de Velbrück.

## Vroege carrière
Velbrück werd op 11 juni 1719 in Düsseldorf geboren als zoon van Maximilian Heinrich Graf von Velbrück en Marie-Anne de Wachtendonk de Germenseil. Reeds in 1735 werd hij lid van het kapittel van kanunniken van het Prinsbisdom Luik en ontving hierdoor een aanzienlijk jaarinkomen (prebende). Hij was echter pas vanaf 1743 daadwerkelijk als kanunnik actief. Voor die tijd studeerde hij rechten in Douai en Reims. Een van zijn eerste optredens als kanunnik van het kapittel was de verkiezing van de nieuwe prins-bisschop van Luik, Johan Theodoor van Beieren (de laatste prins-bisschop uit het Huis Wittelsbach). In 1745 werd hij benoemd tot lid van de Geheime Raad (Conseil Privé) en in 1746 minister. Van 1757 tot 1763 was hij eerste minister van het prinsbisdom.
Onder Velbrück was het prinsbisdom een van meest open en vrije samenlevingen van Europa.

## Prins-bisschop van Luik

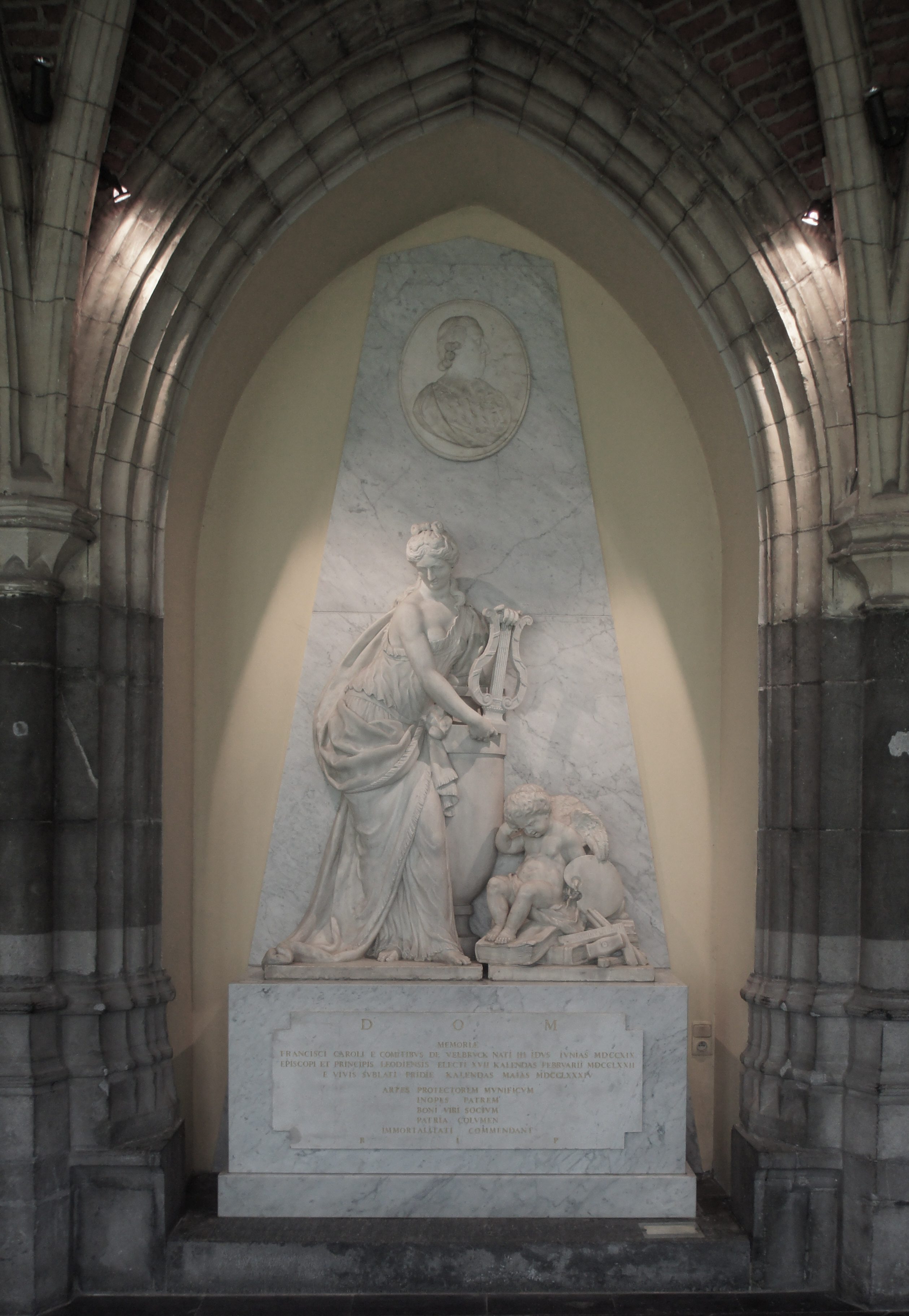
Sarcofaag van Velbrück in de kloostergang van de Sint-Pauluskathedraal (Luik)

Franciscus Karel van Velbrück, de kandidaat van Maria-Theresia van Oostenrijk, werd op 14 maart 1772 gekozen tot prins-bisschop van Luik als opvolger van Karel Nikolaas graaf d'Oultremont.
Velbrück staat bekend als belangrijk verbreider van de ideeën van de Verlichting. Hij bevorderde de oprichting van een geleerd genootschap, Société d'Émulation (1779) te Luik en stimuleerde de uitgave van de Encyclopédie méthodique van de Luikse drukker Plomteux.
Als prins-bisschop moderniseerde hij het gevangeniswezen en liet een nieuwe gevangenis bouwen. Daarnaast organiseerde hij kosteloos lager onderwijs voor de armen in het prinsbisdom. De scholen werden opgericht in geconfisqueerde landhuizen van geestelijken. Het afgeschafte College van Engelse Jezuïeten vormde hij onmiddellijk om tot de Académie des Anglais, om zeker niet deze instelling van hoger onderwijs in zijn prinsbisdom te verliezen.
Velbrück liet het kasteel van Heks bouwen en overleed er op 64-jarige leeftijd.
Zijn persoonlijk raadgever, Jean-Henri Bormans van Hasselbroek was een van de eerste bewoners van het kasteel van Hasselbroek.
Velbrück was een levensgenieter. Hij had meerdere kinderen die hij niet verwaarloosde en aan wie hij een uitstekende opvoeding verzekerde. Zijn oudste zoon François Charles de Graillet (wiens moeder de echtgenote was van de Luikse burgemeester) werd cavalerieofficier in het revolutionaire Franse leger.

## Velbrück geen vrijmetselaar
Velbrück hield de publicatie tegen in het prinsbisdom van het pauselijk verbod op het lidmaatschap van vrijmetselaarsverenigingen. Hij was hierin niet alleen, want ook in Frankrijk en in de Oostenrijkse gebieden was dit het geval.
Men heeft vaak beweerd dat Velbrück zelf vrijmetselaar was, er is echter geen enkel document of bewijs aangetroffen om dit te staven.
Dwelhauwers-Dery, zelf achtbare meester van de Luikse loge La Parfaite Intelligence et l'Étoile Réunies schreef in zijn 'Histoire de la Franc-Maçonnerie à Liège': Après avoir fouillé nombre d'archives inconnues jusqu'ici, je n'ai trouvé aucune preuve que le Prince de Velbrück ait été franc-maçon. Dit is sindsdien niet veranderd.

## Verwijzing
1. 1 2  Free Dreamweaver Template 1 from Entheosweb.com. Gearchiveerd op 17 oktober 2021.
2. 1 2 3 4  idem
3. ↑  Grote Winkler Prins Encyclopedie in 26 delen, door: red. Winkler Prins, dl. 23, blz. 341, 1993
4. ↑  Hugo De Schampheleire, Luikse prins-bisschop, discreet protector van de vrijmetselarij, in: Een eeuw vrijmetselarij in onze gewesten 1740-1840, Brussel, 1983.

- Biografisch Portaal: 29177128
- Gemeinsame Normdatei: 117681660
- International Standard Name Identifier: 0000 0003 5862 0571
- Nederlandse Thesaurus van Auteursnamen: 068664915
- Système universitaire de documentation: 087876299
- Virtual International Authority File: 210387299
- WorldCat: E39PBJgcYhJKgW9drvXgHqj3cP